# Frontcourt
Als Frontcourt (dt. sinngemäß „vorderes Feld“) werden in der Sportart Basketball zusammenfassend die Positionen Small Forward, Power Forward und Center bezeichnet. Das Gegenstück hierzu ist der Backcourt.